# Alexandru Rusu

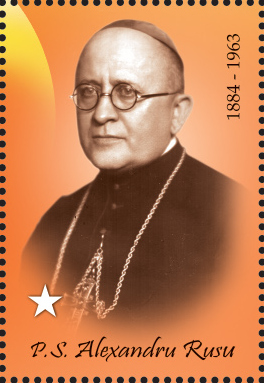
Briefmarke mit Alexandru Rusu aus dem Jahr 2019

Alexandru Rusu (* 22. November 1884 in Șăulia, Komitat Torda-Aranyos, Siebenbürgen (heute in Rumänien); † 9. Mai 1963 in Gherla) war der erste rumänisch-griechisch-katholische Bischof von Maramureș.

## Leben
Alexandru Rusu, der Sohn des Priesters Vasili Ruso und seiner Frau Rozalia, hatte noch elf Brüder und eine Schwester. Er besuchte die Schule seines Heimatortes und das Gymnasium in Bistrița und Blaj. Nach dem Abitur trat er in das Priesterseminar des Erzbistums Făgăraș und Alba Iulia in Blaj ein. 1903 schickte ihn Erzbischof Victor Mihaly de Apșa zum weiteren Studium der Theologie nach Budapest. 1910 promovierte er zum Doktor der Theologie. Am 20. Juli 1910 wurde er in der Kathedrale von Blaj zum Priester geweiht. Seine Ernennung zum Professor für Dogmatik an der Theologischen Akademie in Blaj erhielt er am 17. August 1910. Im Jahre 1920 wurde er Sekretär des Erzbischofs Vasile Suciu und 1923 Mitglied des Metropolitankapitels.
Am 17. Oktober 1930 wurde Alexandru Rusu zum ersten Bischof des neu errichteten Bistums Maramureș ernannt. Die Bischofsweihe erteilte ihm am 30. Januar 1931 der Erzbischof von Făgăraș und Alba Iulia, Vasile Suciu, in der Kathedrale von Blaj. Mitkonsekratoren waren Iuliu Hossu, der Bischof von Cluj-Gherla und Apostolischer Administrator des Bistums Maramureș, und Alexandru Nicolescu, der Bischof von Lugoj. Die feierliche Installation in sein Bistum fand am 2. Februar 1931 in der Catedrala Adormirea Maicii Domnului (Mariä Himmelfahrt) in Baia Mare statt.
Im Wahlkapitel zur Nachfolge des verstorbenen Erzbischofs Alexandru Nicolescu war er 1941 der erste Kandidat. Rom hat ihn aber nicht bestätigt und einen Apostolischen Administrator eingesetzt.
Am 18. Oktober 1948 wurde er von den kommunistischen Behörden als Bischof abgesetzt und unter Hausarrest gestellt, am 28. Oktober verhaftet und mit anderen Bischöfen im Lager Dragoslavele interniert. Im Februar 1949 kamen sie in Isolationshaft im Kloster Căldărușani und wurden 1950 in das Gefängnis Sighet verbracht. Dort verstarb 1952 sein Mithäftling Valeriu Traian Frențiu, der Bischof von Großwardein. Zusammen mit Iuliu Hossu, dem Bischof von Cluj-Gherla, und Ioan Bălan, dem Bischof von Lugoj, kam er in ein „Rehabilitations-Krankenhaus“ in Bukarest, wurde aber dort erneut verhaftet und in ein abgelegenes Kloster (Hausarrest) verbracht. Am 12. Mai 1957 verurteilte ihn ein Militärgericht in Cluj zu 25 Jahren Zwangsarbeit.
Nach schwerer Krankheit starb er am 9. Mai 1963 im Zuchthaus in Gherla und wurde ohne kirchliche Segnung auf dem Gefangenenfriedhof vergraben.

## Seligsprechungsverfahren
Für Alexandru Rusu wurde das Verfahren zur Seligsprechung eingeleitet. In dessen Verlauf erkannte Papst Franziskus am 19. März 2019 das Martyrium Rusus und sechs weiterer in der kommunistischen Kirchenverfolgung umgekommener Bischöfe als Voraussetzung für die Seligsprechung an. Der Papst selbst sprach ihn am 2. Juni 2019 in Blaj selig.